# Guatemala ai Giochi della XXXI Olimpiade
Il Guatemala ha partecipato ai Giochi della XXXI Olimpiade, che si sono svolti a Rio de Janeiro, Brasile, dal 5 al 21 agosto 2016, dal 5 al 21 agosto 2016, con una delegazione di 21 atleti impegnati in 10 discipline. Portabandiera alla cerimonia di apertura è stata la ginnasta Ana Sofía Gómez, alla sua seconda Olimpiade.
Si è trattato della quattordicesima partecipazione di questo paese ai Giochi estivi. Non sono state conquistate medaglie.